# B.O. (série)
B.O. é uma série de televisão brasileira produzida pela Netflix e com co-produção com Camisa Listrada. A primeira temporada estreou em 6 de setembro de 2023 no serviço de streaming.
Conta com Leandro Hassum, Luciana Paes, Taumaturgo Ferreira, Jefferson Schroeder, Babu Carreira, Digão Ribeiro, Cauê Campos e Josie Antello nos papéis principais.  

## Enredo
Após capturar por acidente um bandido foragido ligado à máfia dos caça-níqueis, Suzano (Leandro Hassum), nascido e criado na fictícia Campo Manso, no interior fluminense, é transferido para o olho do furacão na capital carioca. As confusões do novo delegado colocam a 8ª DP do Rio de Janeiro abaixo. Nenhum de seus colegas, sempre prontos para a ação, acredita que ele vai durar muito tempo ali, mas seus métodos nada convencionais aliados ao seu bom coração podem ser justamente a arma secreta que esse grupo precisa para neutralizar o crime. 

## Elenco
- Leandro Hassum como Suzano Junior Ribeiro
- Luciana Paes como Mantovani
- Taumaturgo Ferreira como Alcebíades Pardal
- Jefferson Schroeder como Estevão
- Babu Carreira como Inaê Guerreira
- Digão Ribeiro como Rabecão
- Cauê Campos como Kauã Wifi
- Josie Antello como Zuleide
- Aline Borges como Ivone Cruz
- Bruno Cabrerizo como Bruno Azevedo
- Pedro Wagner como Serrote
- Louise Cardoso como Aparecida Ribeiro
- Elisa Pinheiro como Emília (Emilinha)